# آتش‌سوزی بیمارستان گاندی
در ۵ بهمن ۱۴۰۲، ضلع شرقی بیمارستان گاندی در خیابان گاندی در تهران، ایران دچار آتش‌سوزی شد. علت این آتش‌سوزی اتصالی سیم برق بوده است که در پشت نمای کامپوزیت ضلع شرقی بیمارستان بوده. دادستان تهران اعلام کرد در رابطه با این حادثه پرونده قضائی تشکیل شده‌است. گزارش شده آتش‌سوزی در بخشی رخ داد که در حال بازسازی بوده‌است.
گاندی یک مرکز درمانی خصوصی است که در سال ۱۳۹۲ بازگشایی شد. مدیران بیمارستان گاندی از این ساختمان به عنوان نخستین هتل بیمارستان ایران نام برده‌اند. این مجموعه شامل بیمارستانی در ۱۷ طبقه و هتلی در ۲۱ طبقه است. به گفتهٔ سید جلال ملکی، سخنگوی آتش‌نشانی، پیش از این پنج بار به بیمارستان گاندی اخطار ناایمن بودن داده شده بود.
به گفتهٔ ملکی، بیماران و افراد داخل بیمارستان به بیرون منتقل شدند و‌این حادثه هیچ مصدومی نداشت. ملکی افزود: «آتش‌سوزی از قسمت نمای ساختمان آغاز شده و به دلیل جنس آن به سرعت پیش‌روی کرده بود … همچنین شعله‌های آتش از طریق نما به بخش‌هایی از داخل ساختمان نیز سرایت کرده بود.» سخنگوی وزارت بهداشت نیز اعلام کرد هیچ‌یک از افراد و بیماران آسیب ندیدند و ۹۳ نفر بیمار در بیمارستان هنگام رخ دادن حادثه حضور داشتند که ۹۱ نفر از آن‌ها به دیگر مراکز درمانی منتقل شدند.

## نگارخانه

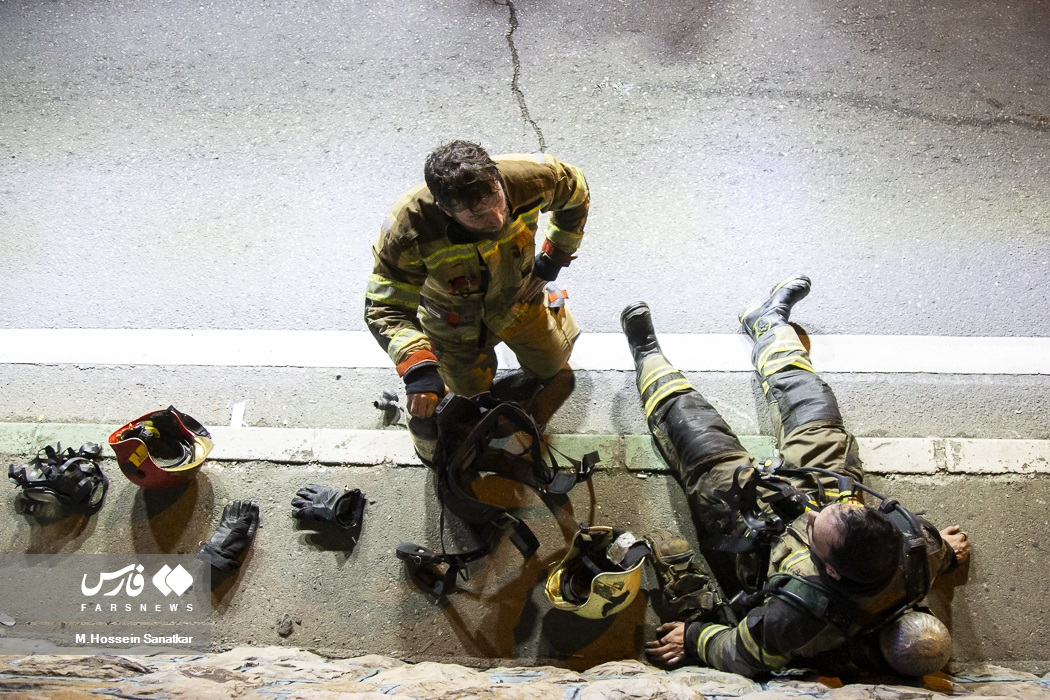
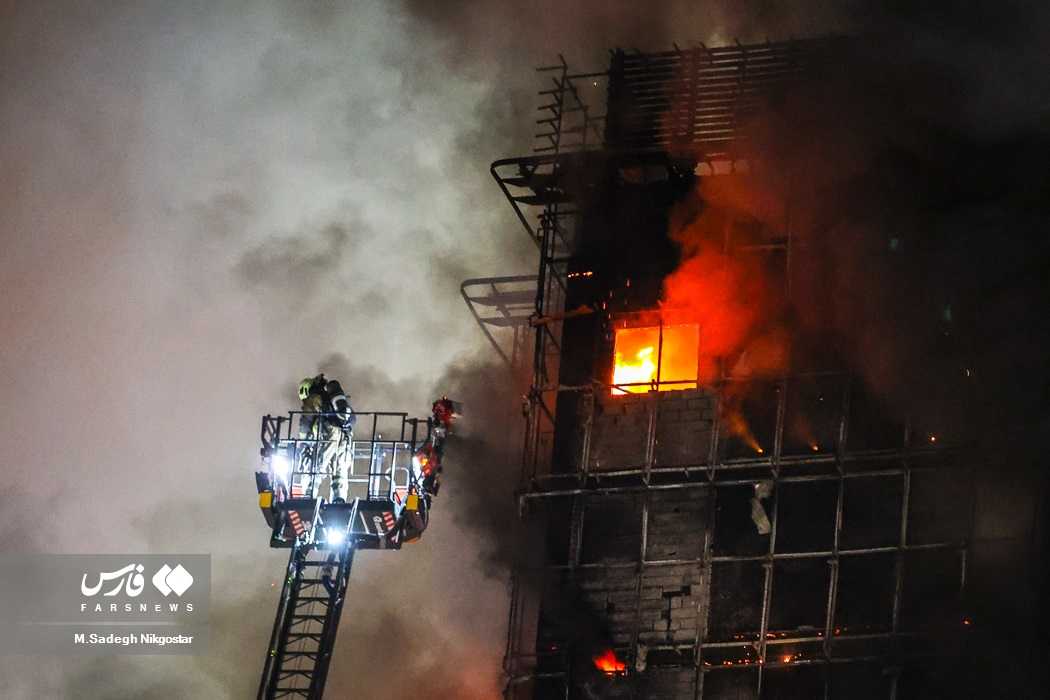
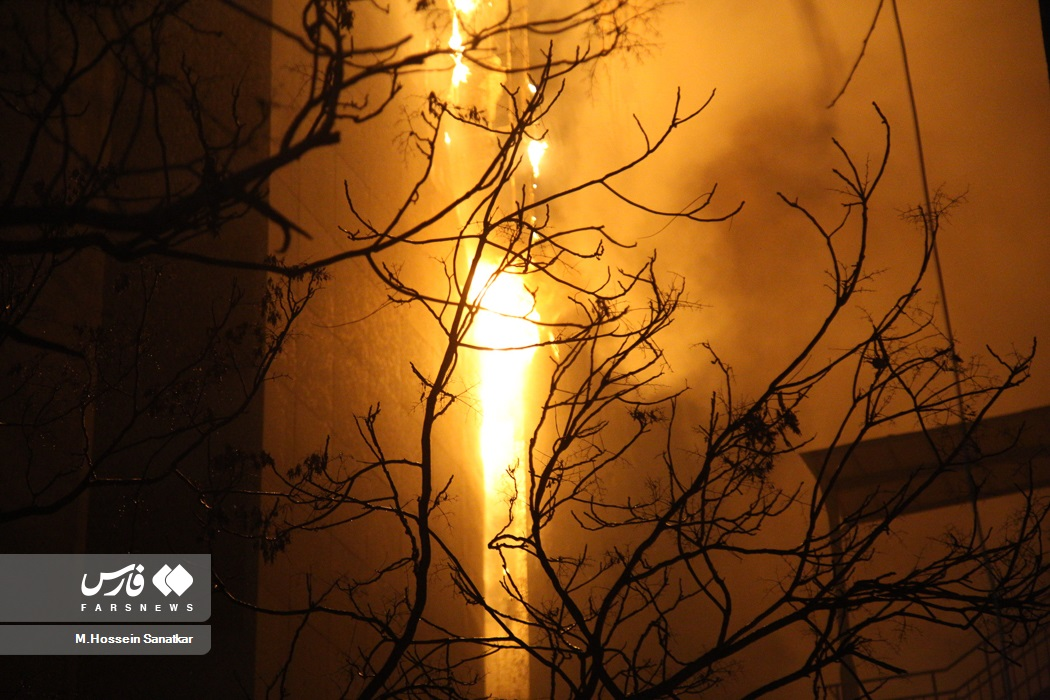
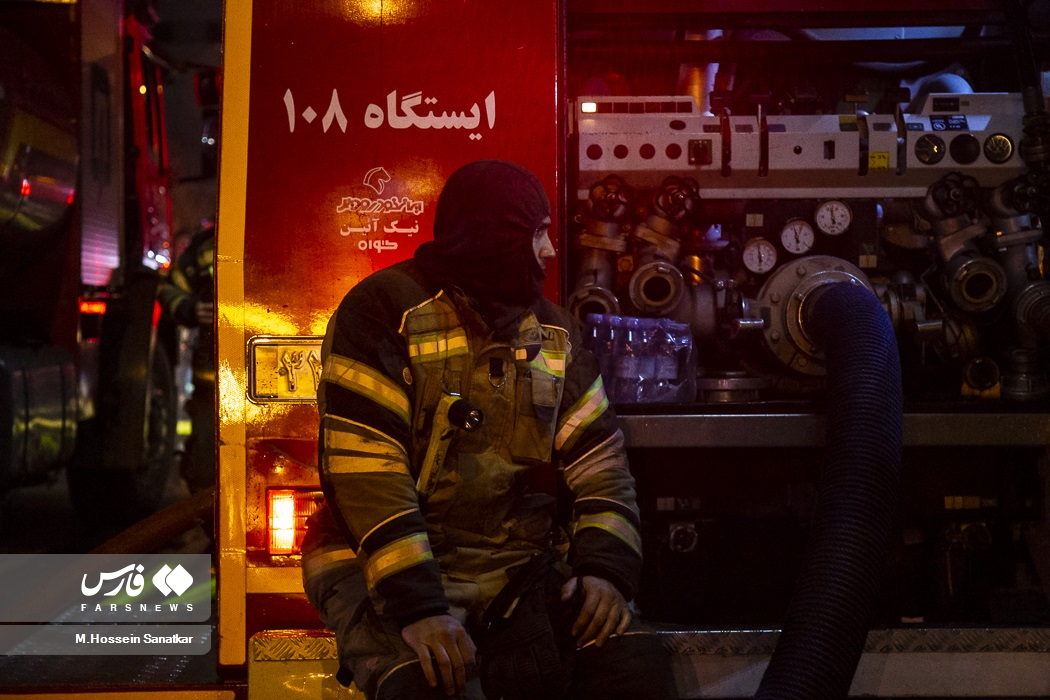
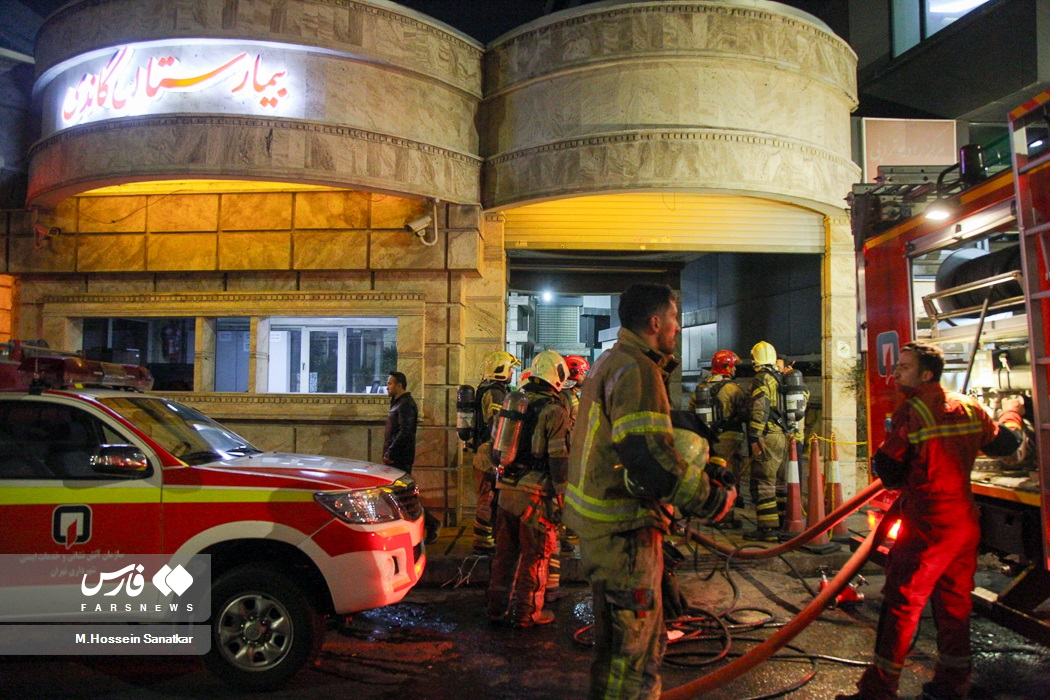
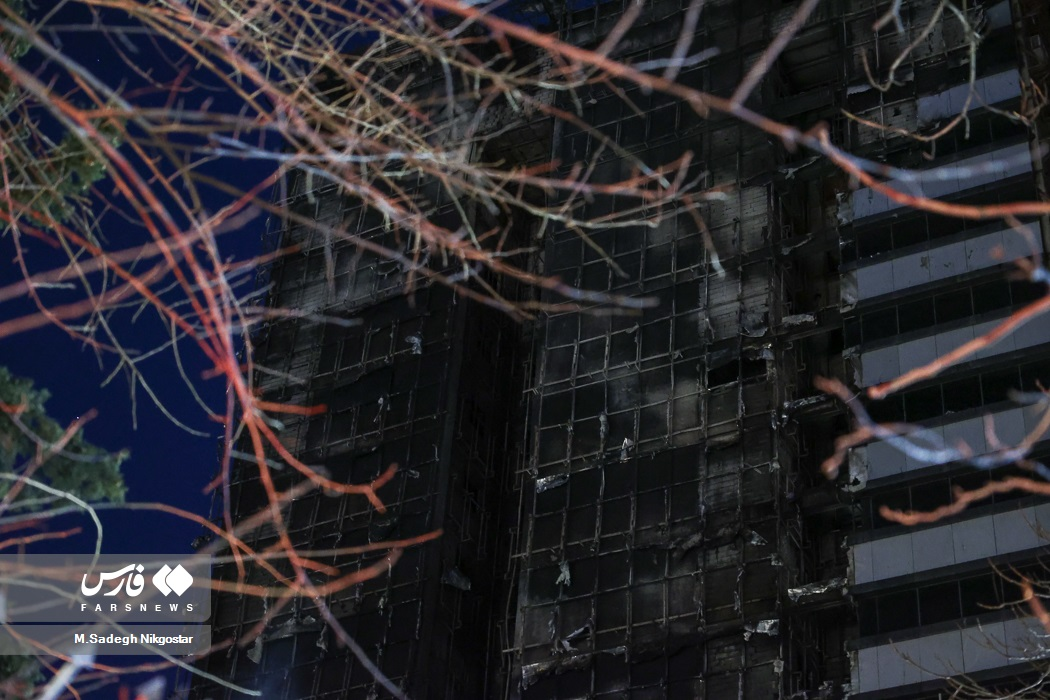
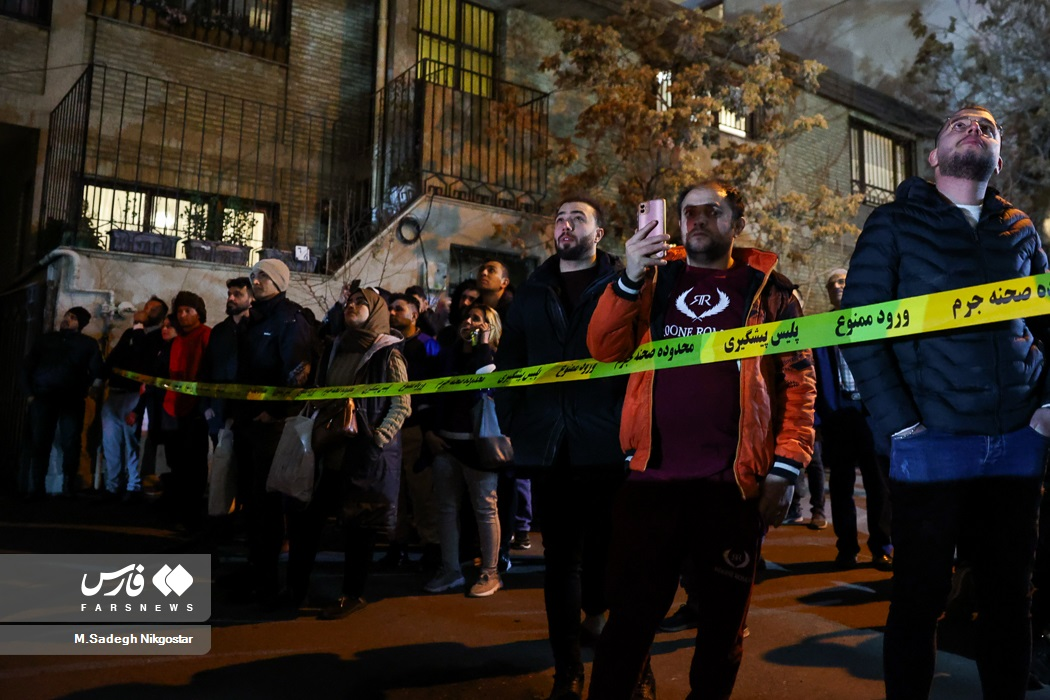
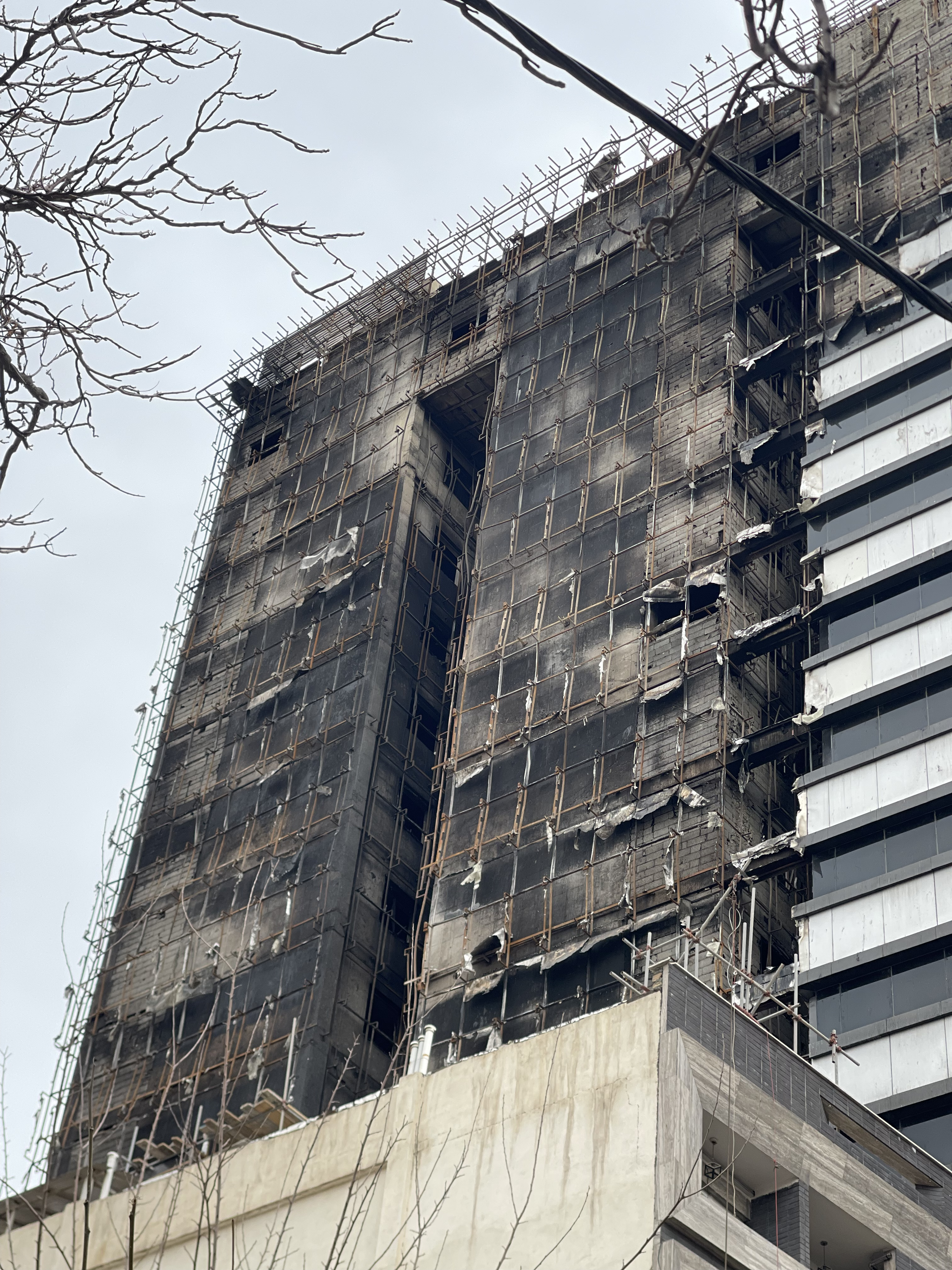